# Clupeonella abrau muhlisi
Clupeonella abrau muhlisi је зракоперка из реда Clupeiformes и фамилије Clupeidae.

## Угроженост
Ова врста се сматра рањивом у погледу угрожености врсте од изумирања.

## Распрострањење
Ареал врсте је ограничен на једну државу, Турску.

## Станиште
Станиште врсте су слатке воде.